# Фараон (роман)
„Фараон“ (на полски: Faraon) е роман на полския писател Болеслав Прус, написан в периода 1895 – 1896 г. и публикуван като отделна книга през 1897 г.

## Сюжет
Внимание:  Текстът по-долу разкрива сюжета на произведението (или части от него)!
Действието в романа се развива през 11 век пр. Хр., по време на владичеството на последния фараон от XX владетелска династия на Египет. Последният фараон от XX династия е Рамзес XII, но Прус въвежда като главно действащо лице още един фараон – Рамзес XIII, син на Рамзес XII, като този образ му дава възможност свободно да разгърне фабулата на романа, без да я съгласува буквално с историческите факти.
Рамзес XIII е младият престонаследник, който с нетърпение очаква да му се гласува по-голямо доверие и да му се поверят отговорни държавни и военни задачи, свързани с управлението на Египет. В началото на повествованието се състои военно учение, като се симулира битка в пустинята. Начело на единия отряд е младият Рамзес, подпомогнат от министъра на войната Херхор, неговият писар Пентуер, верният адютант на престонаследника – контето Тутмозис и още няколко високопоставени жреци и военни офицери. Целта на учението е да се провери доколко Рамзес е способен да ръководи войската. На пътя на отряда обаче се изпречкват скарабеи – свещени бръмбари и жреците са категорични, че трябва да се заобиколят, колкото ѝ тази идея да се вижда абсурдна за Рамзес. Затова войниците преминават през един твърде неудобен маршрут и са принудени да заровят един канал, за да преминат на другия бряг. Възрастен селянин ги проклина, тъй като цял живот е копал канала и чрез завършването му се е надявал да получи свободата си, а армията за съвсем кратко време унищожава делото му. Без много да се церемонят войниците бият жестоко клетника, който впоследствие се обесва. Смъртта му прави дълбоко впечатление на младия престолонаследник. Междувременно Рамзес и Тутмозис забелязват някакво разкошно имение и го посещават. Престонаследникът се влюбва в дъщерята на управителя – еврейката Сара.
Учението е успешно за Рамзес, той показва необходимите качества на пълководец, но все пак след свикан държавен съвет се взема решение да се отложи с още една година назначаването му за ръководител на полка „Менфи“. Престонаследникът е силно разочарован и огорчен. Ентусиазиран от отличното представяне на войската, той обещава на войниците щедра награда, но се оказва, че няма средства, с които да се разплати. Именно затова той получава заем от богат финикийски лихвар, като го обезпечава със свои стопански чифлици, от които банкера да събира рентата в продължение на няколко години. В няколко свои разходки по река Нил, Рамзес забелязва, че бирниците се отнасят изключително жестоко към бедните селяни при събирането на данъците, като впоследствие разбира, че това са именно имотите, които е дал като обезпечение на финикийците и безскрупулните лихвари буквално изцеждат и последните сили на мизерстващия египетски народ.
Междувременно Сара е настанена в една от неговите къщи и се превръща в любовница на престонаследника. В двореца не са особено доволни, че Рамзес споделя живота си с презряна еврейка, но младият човек е силно влюбен и не иска и да чуе за евентуална раздяла със Сара. В същото време в Египет пристига халдейският жрец Бероес, който провежда тайна среща с египестките първожреци. На практика именно първожреците управляват страната, фараонът е само политическа фигура, без реална власт. Държавната хазна е празна, постъпват все по-малко средства, а разходите за издръжката на неефективната администрация се покачват. Фараонът няма средства да поддържа голяма и силна армия, затова нейната численост намалява постоянно. За сметка на това, жреците в своите храмове трупат огромни съкровища и богатства, което се отразява и на политическата им власт. На практика първожреца Херхор управлява държавата, а Рамзес XII е безгласна буква и параван на истинския владетел.
Херхор и Бероес тайно се споразумяват Асирия да окупира Финикия, а Египет да не се меси във войната, като в замяна асирийците ще отпуснат на Египет малки териториални придобивки. Богатите финикийски търговци в Египет обаче разбират чрез свой шпионин за тайното съзаклятие и се срещат с престонаследника, като се опитват да го манипулират, че такъв договор е срам за могъщата египетска държава. Рамзес споделя мнението им, той отдавна вътрешно се бунтува срещу огромната власт на жреците, които го държат настрана от управлението и вземат важни решения без да ги съгласуват с него или с баща му. Рамзес мечтае за военни подвизи и слава, като си представя, че ще разбие асирийците и ще ги зароби, като така с огромната плячка и роби, които ще доведе, ще подобри значително икономическото положение на държавата и на селяните. Финикийските търговци допълнително окуражават престонаследника, като подкрепят идеите му за военен удар срещу асирийците.
Междувременно Рамзес се влюбва във финикийската жрица Кама и я прави своя любовница. Сара му ражда син, но египетските жреци го правят евреин, водени от своите собствени планове, а това силно разгневява Рамзес и Сара губи благоволението му. Жреците разпускат либийския корпус поради недостиг на средства, а либийците се разбунтуват срещу фараона. Рамзес XIII успява да удържи славна победа срещу либийците и авторитета му сред селяните бързо расте. До тях достигат и идеите му да се въведе почивен ден за тях и да се намали данъчното бреме, което допълнително спечелва симпатиите на мизерстващия народ. Междувременно баща му умира и той се подготвя да поеме управлението на страната. Подлият грък Ликон, бивш любовник на Кама, който е двойник на Рамзес, убива сина му, а Сара се самоубива, потисната от огромната мъка. Ликон е задържан, но поради поразителната му прилика с Рамзес, жреците решават да го използват за своите цели. Тъй като хазната е празна, младият владетел моли да се използва част от неприкосновеното богатство на Египет, пазено в Лабиринта – непревземаема крепост, за да се закрепи състоянието на държавата, но жреците категорично отказват. Страната и народа са разделени на два лагера и се готви кървава гражданска война. Жреците, осведомени от астрономи, разбират за приближаващо слънчево затъмнение. Решени да го използват, те манипулират Рамзес да нападне светилищата с войските си и развилнелия се народ. Когато слънцето се скрива, във всеки храм в Египет, излиза по един първожрец и обявява, че боговете наказват Египет за греховете му. Ужасени от природния катаклизъм, хората и войската се отдръпват и бунтът пропада. Пратен от жреците, Ликон успява да се промъкне в покоите на Рамзес. Фараонът го вижда и влиза в смъртоносна схватка с убиеца на сина си. Рамзес започва борба с Ликон, но гъркът успява да го прободе с камата си и съвсем скоро фараонът умира. На трона се възкачва Херхор, който се оженва за майката на Рамзес. Херхор отваря съкровището в Лабиринта и стабилизира състоянието на страната; на практика той осъществява идеите за реформи на Рамзес, на които така яростно се е противопоставял допреди смъртта на фараона. В Египет започва да управлява нова династия.